# Islandspyrola
Islandspyrola (Pyrola grandiflora) art i familjen ljungväxter och förekommer på Island, Grönland och i arktiska Nordamerika. 
Islandspyrola är en flerårig ört med pålrot som vanligen blir mellan 5 och 20 cm hög. Bladen är enkla, helbräddade med nästan cirelrunda bladskivor, de är kala och glänsande gröna. Blommorna är doftande och sitter flera tillsammans i en klase. Foderbladen är fria. Kronbladen är vita till rosa. Ståndarna är 10, pistillen ensam. Frukten är en torr kapsel med gula frön.

## Synonymer
Pyrola borealis Rydberg
Pyrola canadensis H.Andres
Pyrola chlorantha var. occidentalis (R.Brown ex D.Don) A.Gray
Pyrola gormanii Rydberg
Pyrola grandiflora var. canadensis (Andres) A.E.Porsild
Pyrola grandiflora var. gormanii (Rydb.) A.E.Porsild
Pyrola grandiflora var. lutescens Lange
Pyrola groenlandica Hornemann
Pyrola occidentalis R.Br. ex D.Don
Pyrola pumila Hornemann ex Chamisso & Schlechtendal
Pyrola rotundifolia subsp. grandiflora (Radius) H.Andres
Pyrola rotundifolia subsp. grandiflora (Radius) V.G.Sergienko nom. superfl.
Pyrola rotundifolia var. grandiflora (Radius) de Candolle
Pyrola rotundifolia var. grandiflora (Radius) Fernald ex A.P.Khokhrjakov nom. superfl.
Pyrola rotundifolia var. pumila (Hornemann ex Chamisso & Schlechtendal) W.J.Hooker
Ramischia secundiflora var. borealis Celak.